# Uresiphita dissipatalis
Uresiphita dissipatalis là một loài bướm đêm trong họ Crambidae.